# Florinda coccinea
Florinda coccinea är en spindelart som först beskrevs av Nicholas Marcellus Hentz 1850.  Florinda coccinea ingår i släktet Florinda och familjen täckvävarspindlar. Inga underarter finns listade i Catalogue of Life.